# Supergedelegeerde
In het politieke systeem van de Verenigde Staten is een supergedelegeerde (Engels: superdelegate) een afgevaardigde naar de Democratische Nationale Conventie die naar eigen inzicht op een presidentskandidaat mag stemmen. Onder meer leden van het Democratisch Nationaal Comité, Democratische Congresleden, senators en gouverneurs en andere partijprominenten kunnen worden aangewezen als supergedelegeerde. Ze vormen ongeveer 15% van het totaal aan afgevaardigden.

## Soorten en verdeling
Er zijn twee soorten afgevaardigden:
- pledged delegates, die gekozen zijn tijdens de Democratische voorverkiezingen of caucuses en de voorkeuren van hun kiezers vertegenwoordigen, en
- unpledged delegates of supergedelegeerden, die tot en met de conventie hun stem aan een andere kandidaat mogen geven. Deze superafgevaardigden bestaan uit Congresleden, senatoren, gouverneurs en hoger partijkader.

Bij de Democratische Nationale Conventie voor de presidentsverkiezingen van 2016 waren er in totaal 4.767 afgevaardigden, waaronder 712 supergedelegeerden.

## Geschiedenis
De supergedelegeerden werden ingevoerd na de Democratische nationale vergadering van 1980. Jimmy Carter en Edward Kennedy streden beiden om de Democratische presidentsnominatie. Jimmy Carter won het uiteindelijk. Hij had zich heel verrassend opgegeven voor de Democratische presidentsnominatie, en hij steeg heel snel in de peilingen. Edward Kennedy was een kandidaat die al veel langer in beeld was, en dus ook meer zekerheid bood. Jimmy Carter won uiteindelijk de race. Dit kwam vooral door het populisme en achteraf ook een hype want de Democraten verloren de presidentsverkiezingen. Veel partijbobo's waren het ook niet eens geweest met de nominatie van Jimmy Carter, die waren veelal voor de oude favoriet Edward Kennedy. De partij bleef verscheurd achter. Om in het vervolg dit soort hypes te voorkomen werd bedacht dat mensen die een belangrijke rol in de partij hebben of hadden een speciale stem zouden krijgen die ze tot de Democratische nationale vergadering mochten veranderen. Denk hierbij aan oud-presidenten, senatoren, vicepresidenten enzovoort. Dit moest voor een "buffer" zorgen tegen hypes, populisme, radicale ontwikkelingen en slechte kandidaten. Ook zou het een betere afspiegeling zijn van alle Democratische stemmers.